# كاي فان هيسي
كاي فان هيسي (بالهولندية: Kai van Hese)‏ (15 يونيو 1989 بلاهاي في هولندا - ) هو لاعب كرة قدم هولندي في مركز الوسط. لعب مع أدو دين هاغ ونادي دوردريخت ونادي لودوغورتس رازغراد وVV Noordwijk ‏.

## وصلات خارجية
- كاي فان هيسي على موقع قاعدة بيانات كرة القدم.إي يو (الإنجليزية)
- كاي فان هيسي على موقع Soccerway.com (الإنجليزية)